# Zodarion
Zodarion  (лат.) — род пауков из семейства пауков-муравьедов (Zodariidae). Насчитывает более 100 видов. Распространены в Евразии и Северной Америке.

## Описание
Характерны мирмекофагия и мирмекоморфия. Вид Zodarion gallicum (Canestrini) мимикрирует под муравьёв рода Messor (например, Messor barbarus) и охотится на муравьёв. Вид Zodarium frenatum (Simon) охотится на муравьёв-бегунков рода Cataglyphis (например, Cataglyphis bicolor).

## Классификация
Более 100 видов, в том числе:
- Zodarion abantense Wunderlich, 1980 (Турция, Грузия, Россия)
- Zodarion caucasicum Dunin & Nenilin, 1987 (Азербайджан)
- Zodarion denisi Spassky, 1938 (Туркменистан, Таджикистан)
- Zodarion germanicum (C. L. Koch, 1837) (Европа)
- Zodarion graecum (C. L. Koch, 1843) (Восточная Европа, Израиль)
- Zodarion martynovae Andreeva & Tyschchenko, 1968 (Центральная Азия)
- Zodarion morosum Denis, 1935 (Восточная Европа)
- Zodarion nitidum (Audouin, 1826) (Северная Африка, Средний Восток)typus
- Zodarion petrobium Dunin & Zacharjan, 1991 (Азербайджан, Армения)
- Zodarion rubidum Simon, 1914 (Европа, интродуцирован в Северную Америку (США, Канада)
- Zodarion spasskyi Charitonov, 1946 (Центральная Азия)
- Zodarion tadzhikum Andreeva & Tyschchenko, 1968 (Таджикистан)
- Zodarion talyschicum Dunin & Nenilin, 1987 (Азербайджан)
- Zodarion testaceofasciatum Spassky, 1941 (Таджикистан)
- Zodarion thoni Nosek, 1905 (Восточная Европа, Армения)
- Zodarion zebra Charitonov, 1946 (Узбекистан)